# 大埠乡 (赣州市)
大埠乡，是中华人民共和国江西省赣州市赣县区下辖的一个乡镇级行政单位。

## 行政区划
大埠乡下辖以下地区：
大埠村、大坑村、坪田村、下马石村、金田村、黄贯村、黄田村、三江村、下汶村、黄富村、长湖村、杨西村、高良村和杨雅村。